# San Martín de Loba
San Martín de Loba è un comune della Colombia facente parte del dipartimento di Bolívar.
Il centro abitato venne fondato da Diego Ortiz Nieto nel 1637.